# Украинцы в Молдове
Украинцы в Молдавии (укр. Українці в Молдові, рум. Ucrainienii din Moldova) — крупнейшая по численности после молдаван этническая группа в стране. Исторически являются коренным (автохтонным) населением, которое проживает в  регионе на протяжении многих веков.
По данным переписи населения Молдавии 2004 года (без учёта ПМР), в стране проживало 282 406 украинцев, что составляло 8,4% населения, при этом еще более 160 тыс. проживает в непризнанной Приднестровской Молдавской Республике.

## История
Славяне Пруто-Днестровского региона вместе с валахами, которые в качестве компактной этнической группы появились в середине XIV века, и русинами Семиградской Руси (Трансильвании) создали Молдавское княжество. В XIV веке они составляли 39,5% жителей этого княжества. Почти все воеводы начального периода молдавской истории — Драгош, Богдан I, Богдан II, Лацко и другие носили славянские имена. О многочисленности славянского населения княжества свидетельствуют Новгородская и Воскресенская летописи, где перечислены города конца XIV — начала XV веков, в том числе расположенные в землях, вошедших к этому времени в состав Молдавского княжества: 
А се имена всем градом рускым, далним и ближним: На Дунаи: Видычев град, о седми стенах каменных; Мдин. И об ону страну Дунаа: Тернов, ту лежит святаа Пятница. А по Дунаю: Дрествин, Дичин, Килиа. А на усть Дунаа: Новое село, Аколякра. На море: Карна, Каварна. А на сеи стороне Дунаа, на усть Днестра над морем: Белгород, Черн, Яськыи торг на Пруте реце, Романов торг, Романов торг на Молдове, Немеч в горах, Корочюнов камен, Сочява, Серет, Баня, Чечюн, Коломыя, Городок на Черемоше. На Днестре Хотен
Восточные славяне, по данным румынской исследовательницы Маргареты Штефэнеску, оставили на территории Молдавского княжества в общей сложности 548 названий со славянскими корнями и 321 название со славянским суффиксами, которые имели особенно широкое распространение в Буковине (174 названия), в Северной Молдове и Северной Бессарабии.
Славяне сыграли значительную роль в этногенезе молдавского народа. Антрополог М. С. Великанова отмечала, что в облике молдаван присутствуют особенности, имеющие чётко выраженную восточнославянскую направленность. Славяне также оказали огромное влияние на формирование духовной и материальной культуры молдаван, повлияли на их национальную одежду, молдавский язык содержит около 2 тысяч восточнославянских заимствований. Часть славян ассимилилировались с молдаванами, но другая часть, проживающая на севере и северо-востоке Молдавского княжества, сумела сохранить свою славянскую идентичность и называла себя русинами или руснаками. В начале XX века исследователи подчёркивали культурные и языковые особенности этой этнической группы, её отличие от молдаван, великороссов и малороссов.
В период существования СССР утверждалось, что русины — предки одной из групп украинского народа, что русинские поселения в Сорокском и Бельцком уездах Бессарабской губернии к середине XIX века утратили самобытную культуру и слились с молдавскими, хотя это опровергается результатами переписей, в частности, переписи 1989 г., показывавших наличие большого количества населённых пунктов на севере Молдавии с преобладанием украинского населения.

## Современность
В Молдавии в настоящее время более 300 населённых пунктов, в которых украинское население составляет большинство, основная масса украинского населения сосредоточена в северных и восточных регионах. Носителями украинского языка в Молдове в 2004 году были более 180 981 человек.
Начиная с конца 1980-х — начала 1990-х годов в Молдавии в целом ряде школ украинский язык и литература были введены как отдельные предметы, были созданы экспериментальные классы, в которых процесс образования осуществляется на украинском языке. В 2006—2007 учебном году украинский язык изучался в 57 учебных заведениях Молдавии без учёта Приднестровья, кроме того, украинский язык изучается в более чем 30 учебных заведениях Приднестровья.
Компания «Телерадио-Молдова» регулярно транслирует на всю территорию страны теле- и радиопередачи на украинском языке, кроме того на территории Молдавии ретранслируются передачи телерадиокомпаний Украины.
В Кишинёве действует украинский культурно-просветительский центр, при котором открыт музей «Украинцы в культуре Молдовы», также постоянно (с 1999 года) функционирует «воскресная школа», где изучается украинский язык и культура украинцев, история Украины. При Институте межэтнических исследований Академии наук Молдавии действует Отдел истории, языка и культуры украинского населения Молдавии, созданный в 1991 году.
С началом русско-украинской войны в Молдавии оказалось более 100 тысяч  беженцев с Украины.

## Украинцы в непризнанной Приднестровской Молдавской Республике
Украинцы, проживающие на территории непризнанной Приднестровской Молдавской Республики являются одной из трёх основных национальностей республики, наряду с молдаванами и русскими. По данным переписи 2004 года в ПМР насчитывалось 160 069 украинцев (28,8%), которые составляли треть населения Тирасполя, почти половину населения Рыбницкого (45,4%) и Каменского (42,6%) районов и значительную часть населения других районов республики:
|                                       | численность украинцев | %      |
| ------------------------------------- | --------------------- | ------ |
| Рыбницкий район                       | 37 554                | 45,4 % |
| Каменский район                       | 11 610                | 42,6 % |
| город Тирасполь                       | 52 481                | 33,0 % |
| Дубоссарский район                    | 10 594                | 28,3 % |
| Слободзейский район                   | 20 772                | 21,7 % |
| город Бендеры                         | 18 725                | 17,8 % |
| Григориопольский район                | 8 333                 | 17,4 % |
| Приднестровская Молдавская Республика | 160 069               | 28,8 % |

Украинский язык, согласно Конституции непризнанной ПМР является одним из трёх официальных языков республики. Выходит еженедельная украиноязычная газета «Гомон», присутствует украинское телевидение и радиовещание.
Крупнейшей организацией украинской диаспоры является Союз украинцев Приднестровья, кроме того работает ряд образовательных учреждений:
- украинский лицей в Тирасполе
- украинская гимназия имени Ивана Котляревского в Бендерах
- средняя школа имени Леси Украинки в Рыбнице
- две начальные школы
- кафедра украинского языка и литературы в Приднестровском государственном университете имени Тараса Шевченко